# 이화룡
이화룡(한국 한자: 李華龍, 1914년 7월 20일~1984년 2월 24일)은 대한민국의 조직폭력배이다. 한때 화성영화사를 운영하기도 했다. 평남 평양 출생으로 명동의 황제·검은 신사·박치기왕 등의 별명으로 불렸다.
김구와 신익희가 모두 몰락하고 2인자로 떠오른 이기붕한테 자유당 당원 제의가 왔으나, 거절하기도 했다.
명동파를 이끌며 이정재의 동대문사단과 대립한 끝에 1958년 충정로 도끼사건으로 구속되었다. 그러나 이 덕분에 이정재를 비롯한 폭력배들이 5.16 쿠데타로 몰락하는 와중에 명동파는 화를 피할 수 있었다. 1960년 이화룡은 주먹계를 떠나 화성영화사를 차려 영화 제작에 몰두앴고, 조직은 신상현이 넘겨받았다. 연예계를 어용화하여 관제영화를 제작하던 임화수 등과 달리 이화룡의 화성영화사는 《박서방》, 《주마등》, 《마부》, 《임자 없는 나룻배》, 《장희빈》 등 쟁쟁한 작품들 많이 내놓았다. 화성영화사는 1967년 등록취소되었고, 이화룡도 영화계를 떠났다.
1984년 2월 24일 0시 56분 서울특별시 종로구 혜화동 고대병원에서 고혈압으로 사망했다. 묘는 선영이 있는 경기도 광주군 서부면(현 하남시)에 안장됐다.

## 출연 작품

### TV 드라마
- 이해룡 - 1989년 《무풍지대》 (KBS 드라마)
- 이해룡 - 1993년 《제3공화국》 (MBC 드라마)
- 안승훈 - 2003년 《야인시대》 (SBS 드라마)
- 최상훈 - 2004년 《명동백작》 (EBS 드라마)